# Vladyslav Rykov
Vladyslav Mykolajovyč Rykov, conosciuto anche col nome di battaglia: “Magic” (in ucraino Владислав Владислав Риков?; Charkiv, 17 giugno 1993 – Kurachove, 7 febbraio 2024), è stato un aviatore e militare ucraino, pilota di Su-25 della 299ª Brigata aerotattica durante il conflitto con la Russia.

## Biografia
Tenente colonnello dell'Aeronautica militare delle ZSU con al suo attivo 385 sortite effettuate durante l'invasione dell'Ucraina, decorato con le massime onorificenze del suo Paese, fu promosso postumo al grado superiore di colonnello nonché insignito (alla memoria) del titolo di Eroe dell'Ucraina e di quello di cavaliere dell'Ordine della Stella d'Oro.
Il 5 dicembre 2024 gli fu ufficialmente intitolata la 203ª Brigata aerea d'addestramento dell'aeronautica militare ucraina.